# Elizabeth Coffin
Elizabeth Rebecca Coffin (Brooklyn, Nueva York,1850–1930) fue una artista, educadora y filántropa estadounidense conocida por sus pinturas de Nantucket, Massachusetts.

## Biografía
Elizabeth Rebecca Coffin, apodada "Lizzie",   en el seno de una familia cuáquera. Descendiente de octava generación de los colonos originales de Nantucket, Tristram y Dionis Coffin.
Estudió en el Friends Seminary en la ciudad de Nueva York antes de asistir al Vassar College, donde fue instruida por el pintor holandés Henry Van Ingen. En 1870 fue la primera persona en los Estados Unidos en obtener una Maestría en Bellas Artes  y en 1872 se matriculó en la Academia de Bellas Artes de La Haya, además de ser  la primera mujer en ser admitida en esta escuela. Durante tres años estudió en la Academia de La Haya y recibió medallas por anatomía, composición, perspectiva y dibujo antiguo. Abrió una escuela en Nantucket que había estado abierta solo para hombres y ofrecía varios tipos de cursos de comercio y artesanía para ambos sexos. Recibió su Maestría en Bellas Artes de Vassar College en 1876; siendo la primera persona en los Estados Unidos en recibir ese título. 
Más tarde estudió en la Liga de Estudiantes de Arte de Nueva York y en la Academia de Bellas Artes de Pensilvania . También viajó mucho por Europa y California. y fue alumna de Thomas Eakins. Maria Mitchell, profesora de astronomía en Vassar, fue mentora y amiga de Elisabeth Coffin durante su vida.

## Carrera

#### Arte
Elizabeth Coffin a partir de la década de 1880 comenzó veraneando regularmente en Nantucket y se mudó allí en 1900. Pintó en el estilo realista americano. Sus pinturas conservaron la forma de vida de Nantucket, que ahora ya no es un puerto ballenero. Su Hanging the Nets se exhibió en 1892 en la Academia Nacional de Diseño y ganó el premio Norman W. Dodge a la mejor imagen de una mujer. En 1902 ganó el premio Norman W. Dodge en la Academia Nacional nuevamente. Expuso su trabajo en el Palacio de Bellas Artes en la Exposición Colombina Mundial de 1893 en Chicago, Illinois. Fue una de las "mujeres nuevas" del siglo XIX, mujeres artistas exitosas y altamente capacitadas que no se casaron, como Ellen Day Hale, Mary Cassatt, Elizabeth Nourse y Cecilia Beaux. Fue miembro del Brooklyn Art Guild y de la Art Students League de Nueva York. En 1890 Elisabeth Coffin hizo un autorretrato junto con Hale y Nourse creando autorretratos convincentes en los que se presentaban valientemente como personas dispuestas a burlarse de los códigos sociales y desafiar las ideas aceptadas sobre el lugar de la mujer en la sociedad. De hecho, los retratos de New Women de las décadas de 1880 y 1890 son interpretaciones inolvidables de mujeres enérgicas, seguras de sí mismas y realizadas.
Su obra de arte ha estado en las colecciones del Vassar College Art Gallery, colección de Frances Lehman Loeb, Asociación Histórica de Nantucket y The Coffin School.

#### Educadora
En sus últimos años, dedicó la mayor parte de su energía a revivir la enseñanza de la artesanía en la escuela de ataúd del renacimiento griego. Fue construida en 1852 para la educación náutica y privada de niños y descendientes del fundador de la ciudad Tristram Coffin por el almirante Sir Isaac Coffin. La escuela cerró en 1898 y Elizabeth Coffin reabrió la escuela para estudiantes de ambos sexos en 1903. Impartió a varones carpintería, dibujo mecánico, plomería y metalurgia. A las mujeres se les enseñaba cestería, cocina y costura. Hasta que Elizabeth Coffin enseñó a hacer cestas, las cestas eran hechas tradicionalmente por niños y marineros jubilados en Nantucket.
Sus estudiantes incluyeron mujeres de la Sociedad Literaria y de Debate Goldenrod, que se estableció en 1895 para niñas. Elizabeth Coffin reabrió la escuela durante un período en el que la industria ballenera, que había sido la columna vertebral económica de la isla, había terminado. 
Los oficios ayudaron a crear nuevas oportunidades para hombres y mujeres. Coffin School tiene las pinturas de Elizabeth Coffin en exhibición.

## Vida personal
En 1910, Elizabeth Coffin vivía en 30 Remsen Street en Brooklyn, Nueva York. Se fue a Europa con la intención de pasar dos años allí.
En 1927 navegó desde Southampton, Inglaterra a Nueva York en el SS Nieuw Amsterdam con Fred Coffin, quien nació en 1873 y vivía en 30 Remsen Street en Brooklyn. Su dirección era el Vassar Club en la calle 57 en la ciudad de Nueva York. En Nantucket, vivía en 23 Lily Street.  Sus intereses recreativos incluían navegar, caminar y conducir. También se interesó por el teatro, la ópera y la música. 
Durante su vida, trabajó con clubes de niños y niñas, incluido el apoyo a un gimnasio en el Nantucket Athletic Club para niños,casas de asentamiento y el movimiento por el sufragio femenino. Coffin fue miembro de la Asociación de Antiguos Alumnos Colegiados, la Asociación de Antiguos Alumnos de Vassar y la Asociación de Ayuda Estudiantil de Vassar. Participó activamente en el Comité Nacional de Trabajo Infantil, la Asociación de Asentamientos Universitarios, la Sociedad Maria L. Owen para la Preservación de las Flores Silvestres, la Asociación Histórica de Nantucket y la Liga Civil de Nantucket. Elisabeth Coffin vivía en su casa en Lily Street en Nantucket cuando murió el 21 de junio de 1930. Fue enterrada en Brooklyn, Nueva York en el cementerio Friends en Prospect Park.

## Premios y reconocimientos
Una retrospectiva de su trabajo se llevó a cabo en Vassar en 1920 durante su 50.ª reunión de promoción; Taylor Hall exhibió más de 70 de sus obras. Elizabeth Coffin y una de sus pinturas fueron mencionadas en Beachcombers: A Novel de Nancy Thayer.

...los diversos elementos que fomentaron y apoyaron la independencia y el trabajo de las mujeres en Nantucket tomando como ejemplo a Maria Mitchell y a otras mujeres de la isla de su época y de la actualidad. La caza de ballenas, el aislamiento de la isla y el cuaquerismo contribuyeron a crear un entorno único en el que las mujeres de Nantucket gozaron de libertades que sus homólogas del resto de América y del mundo no tuvieron durante los siglos XIX y XX. Estas mujeres de Nantucket, fuertes e independientes, no sólo contribuyeron a la comunidad de Nantucket, sino también a las comunidades nacional y mundial.

## Galería

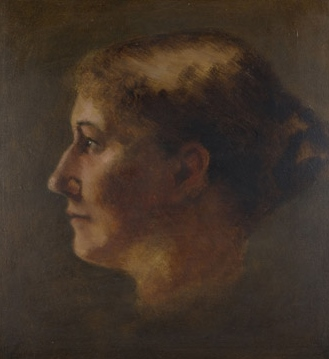
Small Head in Profile (Portrait of Mary Eliza Starbuck), circa 1890
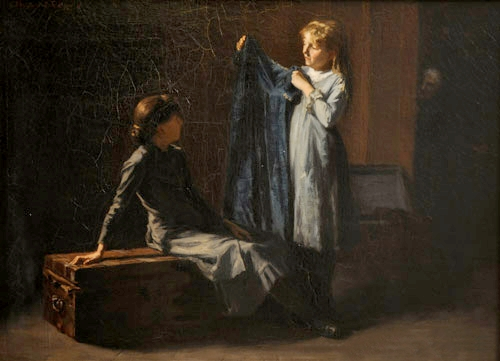
Grandmother's Garret, 1884
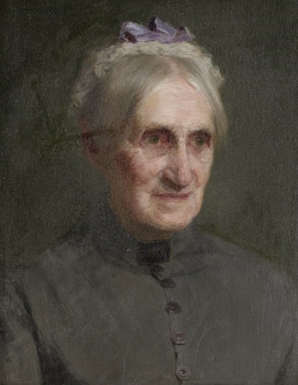
Old Age Portrait of Anna G. Chase Derrick,1892,
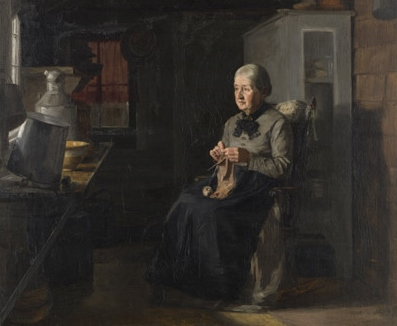
The Window Towards the Sea: Phebe Folger Pitman,c. 1886-1887,
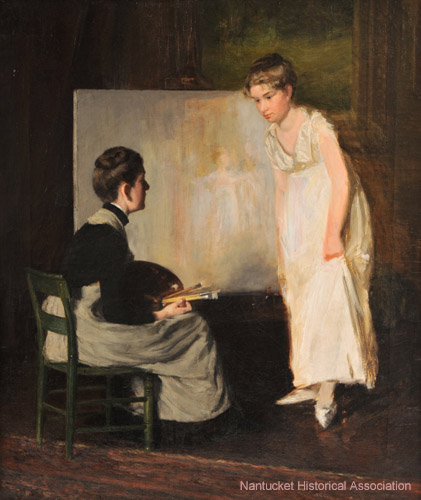
Portrait of the Artist in Conversation with Subject (unfinished),c. 1890,
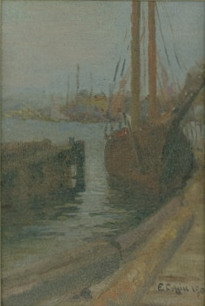
Fishing Boat in Nantucket Harbor, 1906, Nantucket Historical Association